# أزرار
أزرار هي جماعة قروية في إقليم تارودانت بجهة سوس ماسة جنوب المغرب. وهي تضم 5038 نسمة، حسب الإحصاء العام للسكان والسكنى لسنة 2014.

## دواوير الجماعة
دوار البان
- دوار تفزا
- دوار إنيكس
- دوار أسيف
- دوار إرزيكن
- دوار أيت أعزي
- دوار تزكارت
- دوار تينياكورتين
- دوار تيكضيين
- دوار تبوسلوت
- دوار أمسماترت الكبير
- دوار أمزلو
- دوار تاوريرت
- دوار تمثلت
- دوار لمدينت
- دوار إدامغن
- دوار تمدا
- دوار تناراشت
- دوار أديك
- دوار أيت وعزيز

• دوار إگمير

## التعليم
قائمة المؤسسات التعليمية في جماعة أزرار:
- مجموعة مدارس تزكي (المركزية: أزرار / الوحدات: أمزلو - تامتلت - أيت أعزي)
- مجموعة مدارس تينياكورتين (المركزية: تينياكورتين / الوحدات: أسيف - تيكضيين - تبوسلوت)
- مجموعة مدارس تناراشت (المركزية: تناراشت / الوحدات: أمسماترت - ايت وعزيز - أديك - أسكا)

## الصحة
المركز الصحي أمزلو

## النقل والطرق
يبعد مركز جماعة أزرار عن مدينة تارودانت بـ 155 كلم (حوالي 3 ساعات من السياقة) مُروراً بكل من جماعات أساكي والفيض وأرزان.
غالبية الطرق المؤدية لدواوير جماعة أزرار هي طرق غير معبدة.